# Éditions Larousse
Az Éditions Larousse egy francia kiadóvállalat, ami elsősorban szakkönyvek, azon belül pedig leginkább lexikonok, szótárak kiadására szakosodott. A kiadót Pierre Larousse (1817-1875) alapította 1850-ben. A legelterjedtebb és legismertebb munkájuk a Petit Larousse (első kiadás: 1906.), ami számtalan kiadást ért meg.

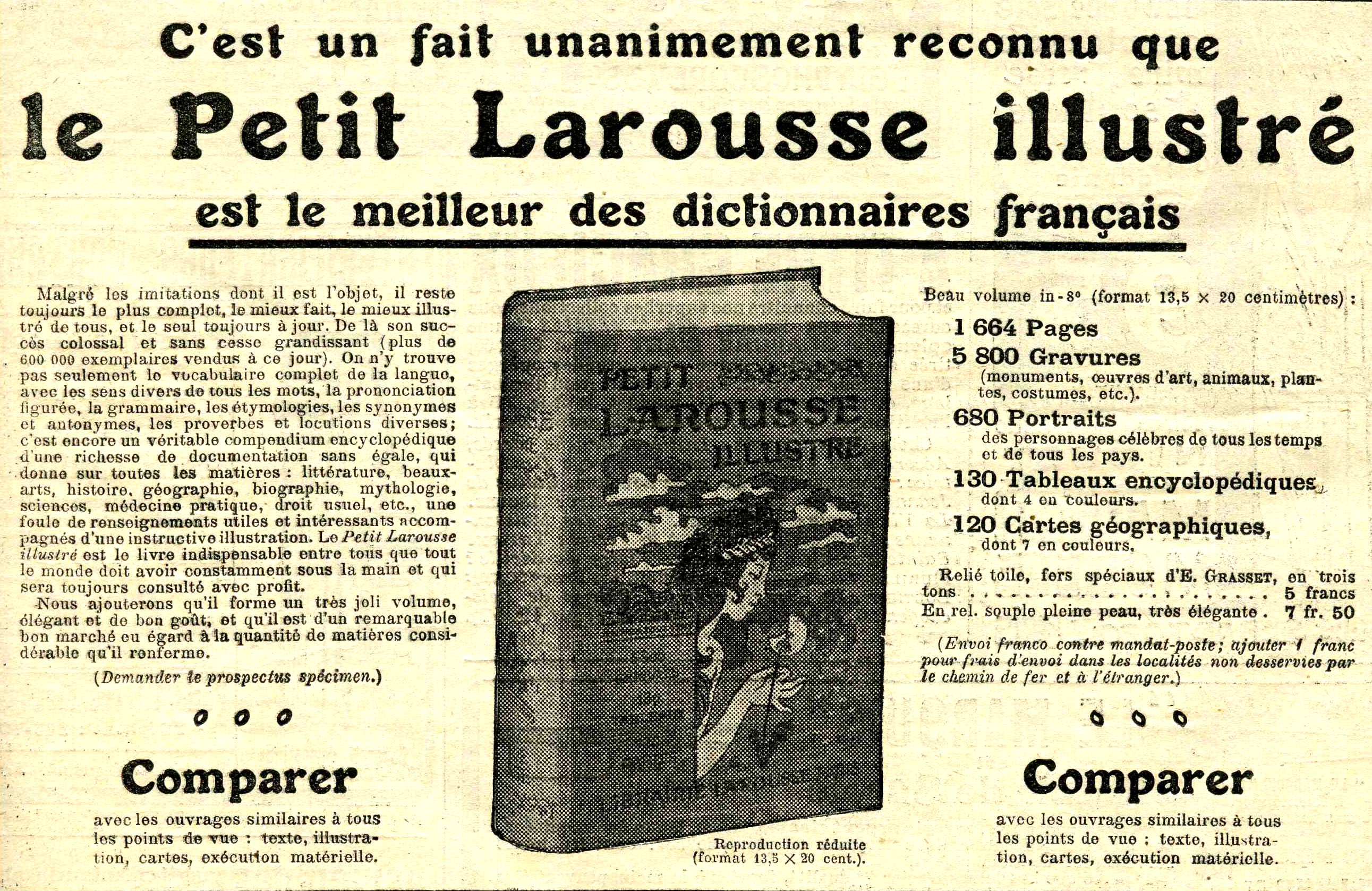
A Petit Larousse hirdetése 1910-ből

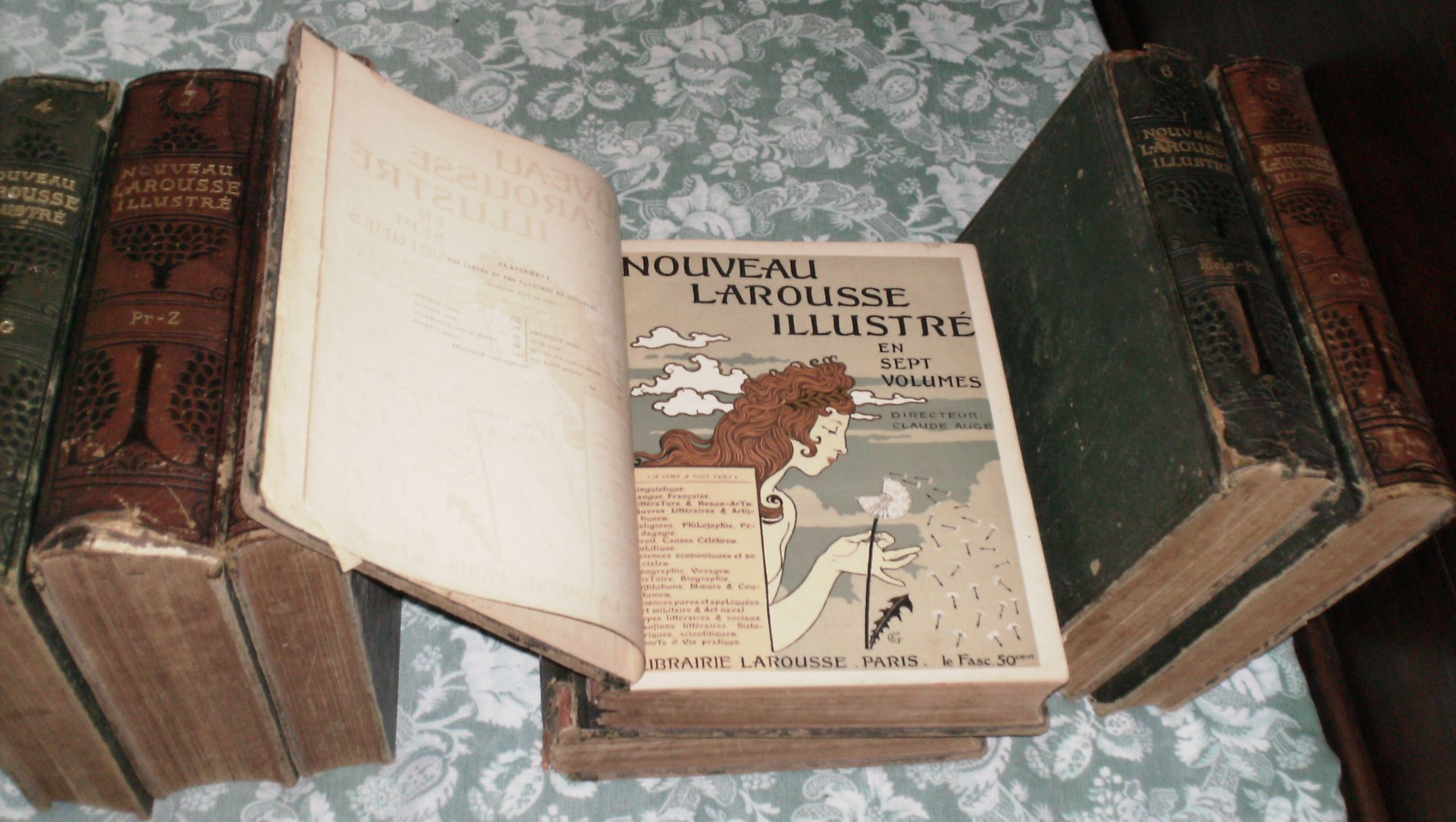